# Kína a 2010. évi téli olimpiai játékokon

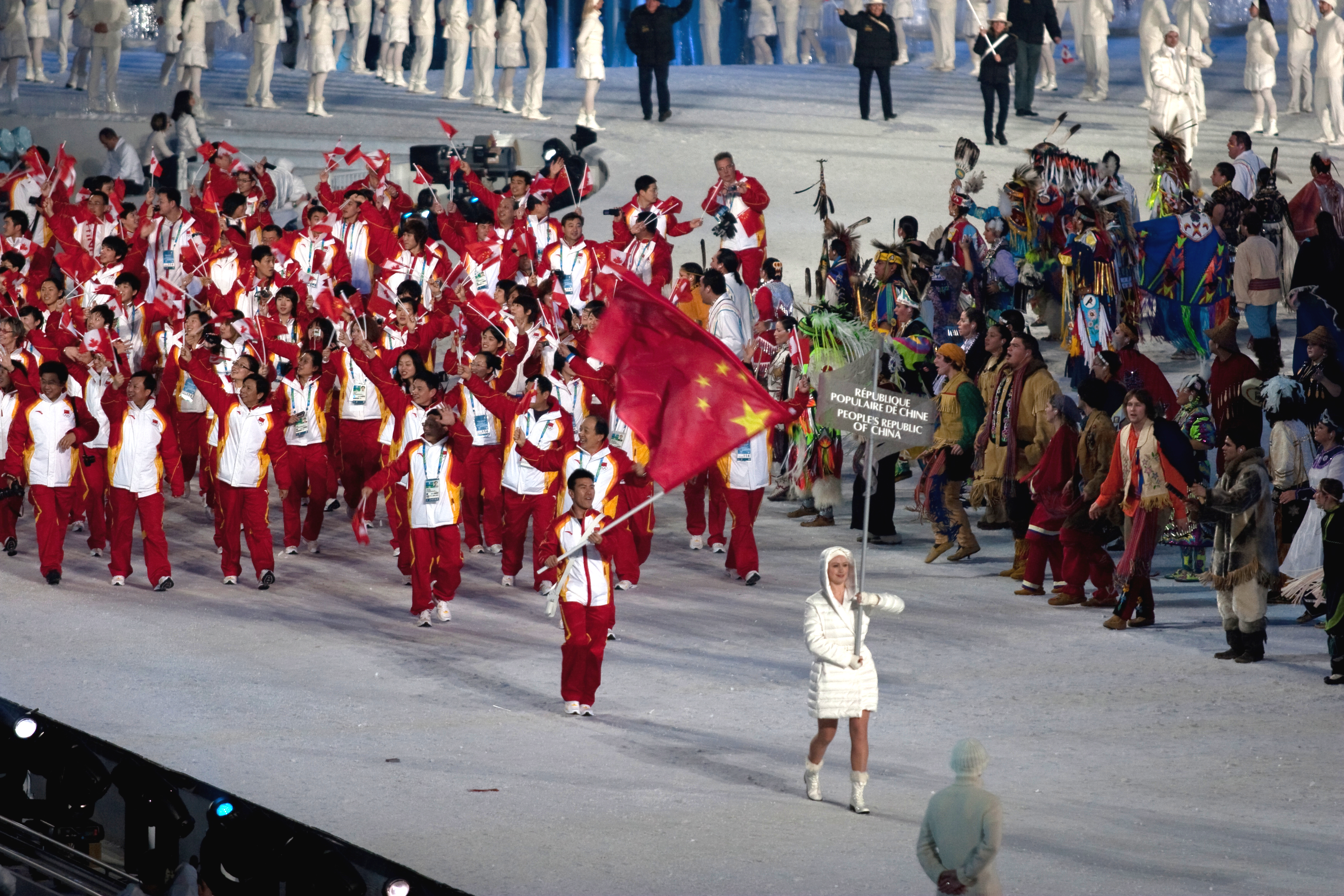
Kína olimpiai küldöttsége a megnyitón

Kína a kanadai Vancouverben megrendezett 2010. évi téli olimpiai játékok egyik részt vevő nemzete volt. Az országot az olimpián 10 sportágban 86 sportoló képviselte, akik összesen 11 érmet szereztek.

## Érmesek
| Érem  | Versenyző | Sportág                    | Versenyszám      |
| ----- | --- | -------------------------- | ---------------- |
| Arany | Sen Hszüe (Shen Xue) Csao Hung-po (Zhao Hongbo)                                                                           | Műkorcsolya                | Páros            |
| Arany | Vang Meng (Wang Meng) | Rövidpályás gyorskorcsolya | Női 500 m        |
| Arany | Vang Meng (Wang Meng) | Rövidpályás gyorskorcsolya | Női 1000 m       |
| Arany | Csou Jang (Zhou Yang) | Rövidpályás gyorskorcsolya | Női 1500 m       |
| Arany | Szun Lin-lin (Sun Linlin) Vang Meng (Wang Meng) Csang Huj (Zhang Hui) Csou Jang (Zhou Yang)                               | Rövidpályás gyorskorcsolya | Női 3000 m váltó |
| Ezüst | Pang Csing (Pang Qing) Tung Csien (Tong Jian)                                                                             | Műkorcsolya                | Páros            |
| Ezüst | Li Ni-na (Li Nina) | Síakrobatika               | Női ugrás        |
| Bronz | Vang Ping-jü (Wang Bingyu) Liu Jin (Liu Yin) Jüe Csing-suang (Yue Qingshuang) Csou Jen (Zhou Yan) Liu Csin-li (Liu Jinli) | Curling                    | Női              |
| Bronz | Vang Pej-hszing (Wang Beixing)                                                                                            | Gyorskorcsolya             | Női 500 m        |
| Bronz | Liu Csung-csing (Liu Zhongqing)                                                                                           | Síakrobatika               | Férfi ugrás      |
| Bronz | Kuo Hszin-hszin (Guo Xinxin)                                                                                              | Síakrobatika               | Női ugrás        |

## Alpesisí
Férfi
| Versenyző       | Versenyszám      | 1. futam | 1. futam | 2. futam | 2. futam | Összesítés | Összesítés |
| Versenyző       | Versenyszám      | Idő      | Hely.    | Idő      | Hely.    | Idő        | Helyezés   |
| --------------- | ---------------- | -------- | -------- | -------- | -------- | ---------- | ---------- |
| Li Lej (Li Lei) | Műlesiklás       | 59,43    | 49.      | 1:01,43  | 43.      | 2:00,86    | 43.        |
| Li Lej (Li Lei) | Óriás-műlesiklás | 1:30,36  | 78.      | 1:36,90  | 76.      | 3:07,26    | 75.        |

Női
| Versenyző              | Versenyszám      | 1. futam | 1. futam | 2. futam      | 2. futam      | Összesítés | Összesítés |
| Versenyző              | Versenyszám      | Idő      | Hely.    | Idő           | Hely.         | Idő        | Helyezés   |
| ---------------------- | ---------------- | -------- | -------- | ------------- | ------------- | ---------- | ---------- |
| Hszia Li-na (Xia Lina) | Műlesiklás       | 1:10,60  | 70.      | nem ért célba | nem ért célba | kiesett    | kiesett    |
| Hszia Li-na (Xia Lina) | Óriás-műlesiklás | 1:30,41  | 65.      | 1:28,48       | 59.           | 2:58,89    | 59.        |

## Biatlon
Férfi
| Versenyző                      | Versenyszám           | Lövőhiba    | Időeredmény | Helyezés |
| ------------------------------ | --------------------- | ----------- | ----------- | -------- |
| Csang Cseng-je (Zhang Chengye) | 10 km sprint          | 1 (0+1)     | 26:19,9     | 32.      |
| Csang Cseng-je (Zhang Chengye) | 12,5 km üldözőverseny | 5 (0+2+1+2) | 36:28,7     | 35.      |
| Csang Cseng-je (Zhang Chengye) | 20 km egyéni          | 3 (1+0+1+1) | 51:31,0     | 19.      |

Női
| Versenyző | Versenyszám         | Lövőhiba     | Időeredmény | Helyezés |
| --- | ------------------- | ------------ | ----------- | -------- |
| Szung Csao-csing (Song Chaoqing)                                                                                          | 7,5 km sprint       | 2 (1+1)      | 21:38,2     | 32.      |
| Szung Csao-csing (Song Chaoqing)                                                                                          | 10 km üldözőverseny | 5 (1+2+0+2)  | 34:46,6     | 43.      |
| Szung Csao-csing (Song Chaoqing)                                                                                          | 15 km egyéni        | 4 (1+1+0+2)  | 46:30,3     | 53.      |
| Vang Csun-li (Wang Chunli)                                                                                                | 7,5 km sprint       | 3 (3+0)      | 22:13,4     | 50.      |
| Vang Csun-li (Wang Chunli)                                                                                                | 10 km üldözőverseny | 2 (0+0+0+2)  | 34:01,8     | 35.      |
| Vang Csun-li (Wang Chunli)                                                                                                | 15 km egyéni        | 3 (0+2+0+1)  | 44:18,0     | 33.      |
| Liu Hszien-jing (Liu Xianying)                                                                                            | 7,5 km sprint       | 3 (1+2)      | 22:14,6     | 51.      |
| Liu Hszien-jing (Liu Xianying)                                                                                            | 10 km üldözőverseny | 2 (0+0+1+1)  | 33:41,2     | 30.      |
| Liu Hszien-jing (Liu Xianying)                                                                                            | 15 km egyéni        | 2 (1+0+0+1)  | 43:16,2     | 20.      |
| Kung Jing-csao (Kong Yingchao)                                                                                            | 7,5 km sprint       | 2 (1+1)      | 22:30,9     | 61.      |
| Kung Jing-csao (Kong Yingchao)                                                                                            | 15 km egyéni        | 4 (0+2+1+1)  | 46:46,2     | 58.      |
| Vang Csun-li (Wang Chunli) Liu Hszien-jing (Liu Xianying) Kung Jing-csao (Kong Yingchao) Szung Csao-csing (Song Chaoqing) | 4 × 6 km váltó      | 13 (0+2 0+6) | 1:12:16,9   | 9.       |

## Curling

### Férfi
- Vang Feng-csun (Wang Fengchun)
- Liu Zsuj (Liu Rui)
- Hszü Hsziao-ming (Xu Xiaoming)
- Li Hung-csen (Li Hongchen)
- Cang Csia-liang (Zang Jialiang)

#### Eredmények
Csoportkör
| Nemzet           | Szkip                          | Gy | V | P+ | P- | Gy end | V end | D end | Saját rabolt endek | Ellenfél rabolt endek | Lökés % |
| ---------------- | ------------------------------ | -- | - | -- | -- | ------ | ----- | ----- | ------------------ | --------------------- | ------- |
| Kanada           | Kevin Martin                   | 9  | 0 | 75 | 36 | 36     | 28    | 14    | 2                  | 4                     | 85      |
| Norvégia         | Thomas Ulsrud                  | 7  | 2 | 64 | 43 | 40     | 32    | 15    | 7                  | 1                     | 84      |
| Svájc            | Ralph Stöckli                  | 6  | 3 | 53 | 45 | 35     | 33    | 20    | 8                  | 9                     | 81      |
| Svédország       | Niklas Edin                    | 5  | 4 | 50 | 52 | 34     | 36    | 20    | 6                  | 8                     | 82      |
| Nagy-Britannia   | David Murdoch                  | 5  | 4 | 57 | 44 | 35     | 29    | 20    | 9                  | 4                     | 81      |
| Németország      | Andy Kapp                      | 4  | 5 | 48 | 60 | 35     | 38    | 11    | 9                  | 8                     | 75      |
| Franciaország    | Thomas Dufour                  | 3  | 6 | 31 | 58 | 22     | 34    | 16    | 7                  | 13                    | 73      |
| Kína             | Vang Feng-csun (Wang Fengchun) | 2  | 7 | 52 | 60 | 37     | 37    | 9     | 7                  | 5                     | 77      |
| Dánia            | Ulrik Schmidt                  | 2  | 7 | 40 | 57 | 31     | 29    | 12    | 6                  | 6                     | 78      |
| Egyesült Államok | John Shuster                   | 2  | 7 | 43 | 59 | 32     | 41    | 18    | 9                  | 12                    | 76      |

- február 16., 19:00

| Sheet B            | Sheet B                | 1 | 2 | 3 | 4 | 5 | 6 | 7 | 8 | 9 | 10 | VE |
| 1. end utolsó köve | Kína (Vang (Wang)      | 0 | 0 | 0 | 1 | 0 | 0 | 3 | 0 | 1 | 0  | 5  |
|                    | Franciaország (Dufour) | 1 | 0 | 0 | 0 | 1 | 2 | 0 | 0 | 0 | 2  | 6  |

- február 17., 14:00

| Sheet C            | Sheet C           | 1 | 2 | 3 | 4 | 5 | 6 | 7 | 8 | 9 | 10 | VE |
| 1. end utolsó köve | Dánia (Schmidt)   | 0 | 1 | 0 | 0 | 0 | 0 | 0 | X | X | X  | 1  |
|                    | Kína (Vang (Wang) | 1 | 0 | 3 | 2 | 1 | 0 | 1 | X | X | X  | 8  |

- február 18., 19:00

| Sheet A            | Sheet A           | 1 | 2 | 3 | 4 | 5 | 6 | 7 | 8 | 9 | 10 | 11 | VE |
|                    | Svédország (Edin) | 0 | 1 | 0 | 0 | 0 | 2 | 0 | 1 | 1 | 0  | 1  | 6  |
| 1. end utolsó köve | Kína (Vang (Wang) | 1 | 0 | 1 | 1 | 0 | 0 | 1 | 0 | 0 | 1  | 0  | 5  |

- február 19., 14:00

| Sheet D            | Sheet D           | 1 | 2 | 3 | 4 | 5 | 6 | 7 | 8 | 9 | 10 | VE |
| 1. end utolsó köve | Norvégia (Ulsrud) | 1 | 0 | 1 | 0 | 0 | 1 | 0 | 2 | 0 | 2  | 7  |
|                    | Kína (Vang (Wang) | 0 | 1 | 0 | 1 | 0 | 0 | 1 | 0 | 2 | 0  | 5  |

- február 20., 9:00

| Sheet C            | Sheet C                  | 1 | 2 | 3 | 4 | 5 | 6 | 7 | 8 | 9 | 10 | VE |
|                    | Kína (Vang (Wang)        | 0 | 0 | 1 | 0 | 1 | 0 | 0 | 2 | 0 | X  | 4  |
| 1. end utolsó köve | Nagy-Britannia (Murdoch) | 1 | 0 | 0 | 2 | 0 | 3 | 2 | 0 | 1 | X  | 9  |

- február 20., 19:00

| Sheet B            | Sheet B           | 1 | 2 | 3 | 4 | 5 | 6 | 7 | 8 | 9 | 10 | VE |
|                    | Svájc (Stöckli)   | 0 | 0 | 3 | 0 | 3 | 0 | 2 | 0 | 2 | X  | 9  |
| 1. end utolsó köve | Kína (Vang (Wang) | 0 | 1 | 0 | 2 | 0 | 1 | 0 | 1 | 0 | X  | 5  |

- február 22., 9:00

| Sheet C            | Sheet C            | 1 | 2 | 3 | 4 | 5 | 6 | 7 | 8 | 9 | 10 | VE |
| 1. end utolsó köve | Németország (Kapp) | 0 | 0 | 1 | 0 | 2 | 1 | 0 | 2 | 0 | 1  | 7  |
|                    | Kína (Vang (Wang)  | 2 | 1 | 0 | 1 | 0 | 0 | 1 | 0 | 1 | 0  | 6  |

- február 22., 19:00

| Sheet D            | Sheet D                    | 1 | 2 | 3 | 4 | 5 | 6 | 7 | 8 | 9 | 10 | VE |
| 1. end utolsó köve | Kína (Vang (Wang)          | 3 | 0 | 1 | 1 | 0 | 0 | 3 | 0 | 3 | X  | 11 |
|                    | Egyesült Államok (Shuster) | 0 | 2 | 0 | 0 | 1 | 1 | 0 | 1 | 0 | X  | 5  |

- február 23., 14:00

| Sheet A            | Sheet A           | 1 | 2 | 3 | 4 | 5 | 6 | 7 | 8 | 9 | 10 | VE |
|                    | Kína (Vang (Wang) | 0 | 1 | 0 | 1 | 0 | 1 | 0 | X | X | X  | 3  |
| 1. end utolsó köve | Kanada (Martin)   | 4 | 0 | 1 | 0 | 1 | 0 | 4 | X | X | X  | 10 |

| Csapat | Helyezés |
| ------ | -------- |
| Kína   | 8.       |

### Női
- Vang Ping-jü (Wang Bingyu)
- Liu Jin (Liu Yin)
- Jüe Csing-suang (Yue Qingshuang)
- Csou Jen (Zhou Yan)
- Liu Csin-li (Liu Jinli)

#### Eredmények
Csoportkör
| Nemzet           | Szkip                      | Gy | V | P+ | P- | Gy end | V end | D end | Saját rabolt endek | Ellenfél rabolt endek | Lökés % |
| ---------------- | -------------------------- | -- | - | -- | -- | ------ | ----- | ----- | ------------------ | --------------------- | ------- |
| Kanada           | Cheryl Bernard             | 8  | 1 | 56 | 37 | 27     | 20    | 15    | 5                  | 2                     | 79      |
| Svédország       | Anette Norberg             | 7  | 2 | 46 | 46 | 24     | 19    | 8     | 4                  | 1                     | 77      |
| Kína             | Vang Ping-jü (Wang Bingyu) | 6  | 3 | 61 | 47 | 39     | 37    | 11    | 7                  | 8                     | 74      |
| Svájc            | Mirjam Ott                 | 6  | 3 | 63 | 46 | 16     | 17    | 4     | 0                  | 1                     | 77      |
| Dánia            | Angelina Jensen            | 4  | 5 | 49 | 61 | 26     | 35    | 15    | 0                  | 7                     | 69      |
| Németország      | Andrea Schöpp              | 3  | 6 | 52 | 56 | 35     | 40    | 15    | 3                  | 6                     | 75      |
| Japán            | Meguro Moe                 | 3  | 6 | 58 | 60 | 15     | 16    | 8     | 3                  | 2                     | 74      |
| Oroszország      | Ljudmila Privivkova        | 3  | 6 | 53 | 60 | 31     | 30    | 6     | 4                  | 3                     | 81      |
| Nagy-Britannia   | Eve Muirhead               | 3  | 6 | 49 | 53 | 13     | 11    | 5     | 5                  | 4                     | 74      |
| Egyesült Államok | Debbie McCormick           | 2  | 7 | 38 | 59 | 17     | 18    | 2     | 3                  | 1                     | 75      |

- február 17., 9:00

| Sheet A            | Sheet A                   | 1 | 2 | 3 | 4 | 5 | 6 | 7 | 8 | 9 | 10 | 11 | VE |
|                    | Kína (Vang (Wang)         | 0 | 1 | 0 | 0 | 0 | 0 | 0 | 1 | 0 | 2  | 0  | 4  |
| 1. end utolsó köve | Nagy-Britannia (Muirhead) | 0 | 0 | 0 | 1 | 2 | 0 | 0 | 1 | 0 | 0  | 1  | 5  |

- február 17., 19:00

| Sheet D            | Sheet D           | 1 | 2 | 3 | 4 | 5 | 6 | 7 | 8 | 9 | 10 | VE |
|                    | Kína (Vang (Wang) | 0 | 1 | 0 | 0 | 4 | 0 | 1 | 1 | 0 | 1  | 8  |
| 1. end utolsó köve | Svájc (Ott)       | 2 | 0 | 0 | 1 | 0 | 1 | 0 | 0 | 2 | 0  | 6  |

- február 18., 14:00

| Sheet B            | Sheet B           | 1 | 2 | 3 | 4 | 5 | 6 | 7 | 8 | 9 | 10 | VE |
| 1. end utolsó köve | Kína (Vang (Wang) | 2 | 0 | 0 | 0 | 2 | 0 | 2 | 0 | 0 | 3  | 9  |
|                    | Japán (Meguro)    | 0 | 1 | 0 | 1 | 0 | 1 | 0 | 2 | 0 | 0  | 5  |

- február 19., 9:00

| Sheet C            | Sheet C           | 1 | 2 | 3 | 4 | 5 | 6 | 7 | 8 | 9 | 10 | VE |
| 1. end utolsó köve | Kína (Vang (Wang) | 1 | 2 | 1 | 2 | 0 | 5 | X | X | X | X  | 11 |
|                    | Dánia (Jensen)    | 0 | 0 | 0 | 0 | 1 | 0 | X | X | X | X  | 1  |

- február 19., 19:00

| Sheet B            | Sheet B              | 1 | 2 | 3 | 4 | 5 | 6 | 7 | 8 | 9 | 10 | VE |
| 1. end utolsó köve | Svédország (Norberg) | 1 | 0 | 1 | 0 | 2 | 0 | 0 | 1 | 0 | 1  | 6  |
|                    | Kína (Vang (Wang)    | 0 | 0 | 0 | 1 | 0 | 0 | 1 | 0 | 2 | 0  | 4  |

- február 20., 14:00

| Sheet D            | Sheet D              | 1 | 2 | 3 | 4 | 5 | 6 | 7 | 8 | 9 | 10 | 11 | VE |
|                    | Németország (Schöpp) | 0 | 1 | 0 | 2 | 0 | 2 | 0 | 1 | 0 | 1  | 0  | 7  |
| 1. end utolsó köve | Kína (Vang (Wang)    | 1 | 0 | 1 | 0 | 2 | 0 | 2 | 0 | 1 | 0  | 2  | 9  |

- február 21., 19:00

| Sheet B            | Sheet B           | 1 | 2 | 3 | 4 | 5 | 6 | 7 | 8 | 9 | 10 | 11 | VE |
| 1. end utolsó köve | Kína (Vang (Wang) | 2 | 1 | 0 | 1 | 0 | 0 | 0 | 1 | 0 | 0  | 1  | 6  |
|                    | Kanada (Bernard)  | 0 | 0 | 1 | 0 | 1 | 1 | 1 | 0 | 0 | 1  | 0  | 5  |

- február 22., 14:00

| Sheet A            | Sheet A                  | 1 | 2 | 3 | 4 | 5 | 6 | 7 | 8 | 9 | 10 | VE |
|                    | Oroszország (Privivkova) | 0 | 0 | 3 | 0 | 1 | 0 | 1 | 1 | 1 | X  | 7  |
| 1. end utolsó köve | Kína (Vang (Wang)        | 1 | 0 | 0 | 1 | 0 | 2 | 0 | 0 | 0 | X  | 4  |

- február 23., 9:00

| Sheet C            | Sheet C                      | 1 | 2 | 3 | 4 | 5 | 6 | 7 | 8 | 9 | 10 | VE |
|                    | Egyesült Államok (McCormick) | 0 | 1 | 1 | 0 | 0 | 2 | 0 | 1 | 0 | 0  | 5  |
| 1. end utolsó köve | Kína (Vang (Wang)            | 1 | 0 | 0 | 2 | 1 | 0 | 1 | 0 | 0 | 1  | 6  |

Elődöntő
- február 25., 9:00

| Csapat             | Csapat               | 1 | 2 | 3 | 4 | 5 | 6 | 7 | 8 | 9 | 10 | VE |
| 1. end utolsó köve | Kína (Vang (Wang)    | 0 | 0 | 0 | 1 | 0 | 1 | 1 | 0 | 1 | X  | 4  |
|                    | Svédország (Norberg) | 1 | 1 | 1 | 0 | 3 | 0 | 0 | 3 | 0 | X  | 9  |

Bronzmérkőzés
- február 26., 9:00

| Csapat             | Csapat            | 1 | 2 | 3 | 4 | 5 | 6 | 7 | 8 | 9 | 10 | VE |
| 1. end utolsó köve | Kína (Vang (Wang) | 3 | 0 | 2 | 0 | 1 | 0 | 2 | 4 | X | X  | 12 |
|                    | Svájc (Ott)       | 0 | 1 | 0 | 3 | 0 | 2 | 0 | 0 | X | X  | 6  |

| Csapat | Helyezés |
| ------ | -------- |
| Kína   |          |

## Gyorskorcsolya
Férfi
| Versenyző                        | Versenyszám | 1. futam | 1. futam | 2. futam | 2. futam | Eredmény | Helyezés |
| Versenyző                        | Versenyszám | Idő      | Hely.    | Idő      | Hely.    | Eredmény | Helyezés |
| -------------------------------- | ----------- | -------- | -------- | -------- | -------- | -------- | -------- |
| Kao Hszüe-feng (Gao Xuefeng)     | 1500 m      |          |          |          |          | 1:50,78  | 34.      |
| Liu Fang-ji (Liu Fangyi)         | 500 m       | 36,193   | 34.      | 36,047   | 26.      | 72,240   | 28.      |
| Szun Lung-csiang (Sun Longjiang) | 1500 m      |          |          |          |          | 1:51,30  | 35.      |
| Vang Nan (Wang Nan)              | 500 m       | 35,915   | 26.      | 35,928   | 25.      | 71,843   | 25.      |
| Vang Nan (Wang Nan)              | 1000 m      |          |          |          |          | 1:11,82  | 31.      |
| Jü Feng-tung (Yu Fengtong)       | 500 m       | 35,116   | 7.       | 35,120   | 7.       | 70,236   | 7.       |
| Csang Csung-csi (Zhang Zhongqi)  | 500 m       | 35,175   | 14.      | 35,113   | 6.       | 70,288   | 10.      |

Női
| Versenyző                      | Versenyszám | 1. futam | 1. futam | 2. futam | 2. futam | Eredmény | Helyezés |
| Versenyző                      | Versenyszám | Idő      | Hely.    | Idő      | Hely.    | Eredmény | Helyezés |
| ------------------------------ | ----------- | -------- | -------- | -------- | -------- | -------- | -------- |
| Fu Csun-jen (Fu Chunyan)       | 3000 m      |          |          |          |          | 4:20,62  | 25.      |
| Csin Pej-jü (Jin Peiyu)        | 500 m       | 38,686   | 8.       | 38,771   | 11.      | 77,457   | 8.       |
| Csin Pej-jü (Jin Peiyu)        | 1000 m      |          |          |          |          | 1:17,97  | 18.      |
| Zsen Huj (Ren Hui)             | 1000 m      |          |          |          |          | 1:19,18  | 33.      |
| Vang Pej-hszing (Wang Beixing) | 500 m       | 38,487   | 3.       | 38,144   | 3.       | 76,631   |          |
| Vang Pej-hszing (Wang Beixing) | 1000 m      |          |          |          |          | 1:18,30  | 24.      |
| Vang Fej (Wang Fei)            | 1500 m      |          |          |          |          | 2:00,65  | 20.      |
| Vang Fej (Wang Fei)            | 3000 m      |          |          |          |          | 4:18,42  | 22.      |
| Hszing Aj-hua (Xing Aihua)     | 500 m       | 38,792   | 11.      | 38,849   | 16.      | 77,641   | 13.      |
| Jü Csing (Yu Jing)             | 1000 m      |          |          |          |          | 1:19,13  | 32.      |
| Csang Suang (Zhang Shuang)     | 500 m       | 38,530   | 5.       | 38,807   | 13.      | 77,337   | 7.       |

## Jégkorong

### Női
| Kínai nemzeti női jégkorongcsapat-játékoskeret | Kínai nemzeti női jégkorongcsapat-játékoskeret | Kínai nemzeti női jégkorongcsapat-játékoskeret | Kínai nemzeti női jégkorongcsapat-játékoskeret | Kínai nemzeti női jégkorongcsapat-játékoskeret | Kínai nemzeti női jégkorongcsapat-játékoskeret | Kínai nemzeti női jégkorongcsapat-játékoskeret |
| #                                              | Név                                            | Poszt                                          | Magasság                                       | Súly                                           | Kor                                            | Klub                                           |
| ---------------------------------------------- | ---------------------------------------------- | ---------------------------------------------- | ---------------------------------------------- | ---------------------------------------------- | ---------------------------------------------- | ---------------------------------------------- |
| 1                                              | Han Tan-ni (Han Danni)                         | K                                              | 165 cm                                         | 58 kg                                          | 1991. január 9. (19 évesen)                    | Csicsihaer (Qiqihar)                           |
| 30                                             | Si Jao (Shi Yao)                               | K                                              | 178 cm                                         | 70 kg                                          | 1987. január 13. (23 évesen)                   | Haerpin (Harbin)                               |
| 88                                             | Csia Tan-tan (Jia Dandan)                      | K                                              | 163 cm                                         | 55 kg                                          | 1982. május 5. (27 évesen)                     | Haerpin (Harbin)                               |
| 2                                              | Jü Paj-vej (Yu Baiwei)                         | V                                              | 166 cm                                         | 68 kg                                          | 1988. július 17. (21 évesen)                   | Haerpin (Harbin)                               |
| 5                                              | Lou Jüe (Lou Yue)                              | V                                              | 160 cm                                         | 60 kg                                          | 1987. április 22. (22 évesen)                  | Haerpin (Harbin)                               |
| 6                                              | Liu Cse-hszin (Liu Zhixin)                     | V                                              | 174 cm                                         | 68 kg                                          | 1993. április 25. (16 évesen)                  | Csicsihaer (Qiqihar)                           |
| 21                                             | Csiang Na (Jiang Na)                           | V                                              | 174 cm                                         | 75 kg                                          | 1988. október 18. (21 évesen)                  | Haerpin (Harbin)                               |
| 26                                             | Tan An-csi (Tan Anqi)                          | V                                              | 175 cm                                         | 67 kg                                          | 1986. június 10. (23 évesen)                   | Haerpin (Harbin)                               |
| 55                                             | Csi Hszüe-ting (Qi Xueting)                    | V                                              | 158 cm                                         | 58 kg                                          | 1986. november 7. (23 évesen)                  | Haerpin (Harbin)                               |
| 66                                             | Csang Suang (Zhang Shuang)                     | V                                              | 162 cm                                         | 58 kg                                          | 1987. március 7. (22 évesen)                   | Haerpin (Harbin)                               |
| 7                                              | Csang Meng-jing (Zhang Mengying)               | T                                              | 166 cm                                         | 55 kg                                          | 1993. december 22. (16 évesen)                 | Csicsihaer (Qiqihar)                           |
| 10                                             | Csang Pen (Zhang Ben)                          | T                                              | 170 cm                                         | 61 kg                                          | 1985. július 22. (24 évesen)                   | Haerpin (Harbin)                               |
| 11                                             | Huang Haj-csing (Huang Haijing)                | T                                              | 172 cm                                         | 72 kg                                          | 1988. július 3. (21 évesen)                    | Haerpin (Harbin)                               |
| 12                                             | Csin Feng-ling (Jin Fengling) A                | T                                              | 166 cm                                         | 56 kg                                          | 1982. november 20. (27 évesen)                 | Haerpin (Harbin)                               |
| 14                                             | Szun Zsuj (Sun Rui) A                          | T                                              | 169 cm                                         | 60 kg                                          | 1982. május 14. (27 évesen)                    | Haerpin (Harbin)                               |
| 16                                             | Ma Zsuj (Ma Rui)                               | T                                              | 172 cm                                         | 69 kg                                          | 1989. március 29. (20 évesen)                  | Haerpin (Harbin)                               |
| 17                                             | Cuj San-san (Cui Shanshan)                     | T                                              | 177 cm                                         | 67 kg                                          | 1987. május 8. (22 évesen)                     | Haerpin (Harbin)                               |
| 19                                             | Vang Li-nuo (Wang Linuo) C                     | T                                              | 160 cm                                         | 57 kg                                          | 1979. augusztus 28. (30 évesen)                | Haerpin (Harbin)                               |
| 22                                             | Huo Cuj (Huo Cui)                              | T                                              | 160 cm                                         | 54 kg                                          | 1988. szeptember 13. (21 évesen)               | Haerpin (Harbin)                               |
| 24                                             | Tang Liang                                     | T                                              | 163 cm                                         | 54 kg                                          | 1985. augusztus 26. (24 évesen)                | Haerpin (Harbin)                               |
| 29                                             | Kao Fu-csin (Gao Fujin)                        | T                                              | 162 cm                                         | 65 kg                                          | 1984. július 15. (25 évesen)                   | Haerpin (Harbin) (Harbin)                      |
| Vezetőedző: Hannu Juhani Saintula              | Vezetőedző: Hannu Juhani Saintula              | Vezetőedző: Hannu Juhani Saintula              | Vezetőedző: Hannu Juhani Saintula              | Vezetőedző: Hannu Juhani Saintula              | 1957. augusztus 4. (52 évesen)                 | 1957. augusztus 4. (52 évesen)                 |

- Posztok rövidítései: K – Kapus, V – Védő, T – Támadó
- Kor: 2010. február 16-i kora

#### Eredmények
Csoportkör
B csoport
| Csapat                 | M | Gy | HGy | HV | V | G+ | G- | Gk  | P |
| ---------------------- | - | -- | --- | -- | - | -- | -- | --- | - |
| Egyesült Államok (USA) | 3 | 3  | 0   | 0  | 0 | 31 | 1  | +30 | 9 |
| Finnország (FIN)       | 3 | 2  | 0   | 0  | 1 | 7  | 8  | –1  | 6 |
| Oroszország (RUS)      | 3 | 1  | 0   | 0  | 2 | 3  | 19 | –16 | 3 |
| Kína (CHN)             | 3 | 0  | 0   | 0  | 3 | 3  | 16 | –13 | 0 |

| 2010. február 14. 12:00 | Egyesült Államok (USA) | 12–1 (5–0, 3–0, 4–1) | Kína (CHN) | UBC Winter Sports Centre, Vancouver Nézőszám: 5278 |

| Jegyzőkönyv | Jegyzőkönyv                                           | Jegyzőkönyv                  | Jegyzőkönyv | Jegyzőkönyv              |
| --- | ----------------------------------------------------- | ---------------------------- | ----------- | ------------------------ |
| | Molly Schaus (le 52:00) Brianne McLaughlin (be 52:00) | Kapusok                      | Si Jao      | Játékvezető: Ulla Sipilä |
| \| Ruggiero – 02:50 \| 1–0 \| \| \| Stack (Chu) – 09:56 \| 2–0 \| \| \| Potter (M. Lamoureux) – 14:22 \| 3–0 \| \| \| Duggan (Stack, Darwitz) (PP) – 17:40 \| 4–0 \| \| \| Potter (Knight, M. Lamoureux) – 18:01 \| 5–0 \| \| \| Potter (Engstrom, Chesson) (PP) – 21:18 \| 6–0 \| \| \| Chesson (Marvin, Chu) – 23:46 \| 7–0 \| \| \| J. Lamoureux (Thatcher) – 39:39 \| 8–0 \| \| \| Duggan (Marvin, Potter) – 43:59 \| 9–0 \| \| \| Engstrom (Potter, M. Lamoureux) – 50:43 \| 10–0 \| \| \| Darwitz (M. Lamoureux, Weiland) – 54:43 \| 11–0 \| \| \| \| 11–1 \| 57:39 – Csin (Ma, Szun) (PP) \| \| Chu (Darwitz) – 59:21 \| 12–1 \| \| |                                                       |                              |             | Játékvezető: Ulla Sipilä |
| 8 perc | Büntetések                                            | 12 perc                      |             | Játékvezető: Ulla Sipilä |
| 61 | Lövések                                               | 7                            |             | Játékvezető: Ulla Sipilä |
| Ruggiero – 02:50 | 1–0                                                   |                              |             | Játékvezető: Ulla Sipilä |
| Stack (Chu) – 09:56 | 2–0                                                   |                              |             | Játékvezető: Ulla Sipilä |
| Potter (M. Lamoureux) – 14:22 | 3–0                                                   |                              |             | Játékvezető: Ulla Sipilä |
| Duggan (Stack, Darwitz) (PP) – 17:40 | 4–0                                                   |                              |             |                          |
| Potter (Knight, M. Lamoureux) – 18:01 | 5–0                                                   |                              |             |                          |
| Potter (Engstrom, Chesson) (PP) – 21:18 | 6–0                                                   |                              |             |                          |
| Chesson (Marvin, Chu) – 23:46 | 7–0                                                   |                              |             |                          |
| J. Lamoureux (Thatcher) – 39:39 | 8–0                                                   |                              |             |                          |
| Duggan (Marvin, Potter) – 43:59 | 9–0                                                   |                              |             |                          |
| Engstrom (Potter, M. Lamoureux) – 50:43 | 10–0                                                  |                              |             |                          |
| Darwitz (M. Lamoureux, Weiland) – 54:43 | 11–0                                                  |                              |             |                          |
| | 11–1                                                  | 57:39 – Csin (Ma, Szun) (PP) |             |                          |
| Chu (Darwitz) – 59:21 | 12–1                                                  |                              |             |                          |

| 2010. február 16. 19:00 | Finnország (FIN) | 2–1 (0–1, 2–0, 0–0) | Kína (CHN) | UBC Winter Sports Centre, Vancouver Nézőszám: 5317 |

| Jegyzőkönyv | Jegyzőkönyv | Jegyzőkönyv          | Jegyzőkönyv | Jegyzőkönyv              |
| --- | ----------- | -------------------- | ----------- | ------------------------ |
| | Noora Räty  | Kapusok              | Si Jao      | Játékvezető: Joy Tottman |
| \| \| 0–1 \| 18:10 – Vang L. (SH) \| \| Rantamäki (Pelttari, Lindstedt) (PP) – 29:13 \| 1–1 \| \| \| Hovi – 34:02 \| 2–1 \| \| |             |                      |             | Játékvezető: Joy Tottman |
| 10 perc | Büntetések  | 20 perc              |             | Játékvezető: Joy Tottman |
| 43 | Lövések     | 5                    |             | Játékvezető: Joy Tottman |
| | 0–1         | 18:10 – Vang L. (SH) |             | Játékvezető: Joy Tottman |
| Rantamäki (Pelttari, Lindstedt) (PP) – 29:13                                                                                   | 1–1         |                      |             | Játékvezető: Joy Tottman |
| Hovi – 34:02 | 2–1         |                      |             | Játékvezető: Joy Tottman |

| 2010. február 18. 19:00 | Kína (CHN) | 1–2 (0–0, 1–2, 0–0) | Oroszország (RUS) | UBC Winter Sports Centre, Vancouver Nézőszám: 5391 |

| Jegyzőkönyv | Jegyzőkönyv | Jegyzőkönyv                                | Jegyzőkönyv        | Jegyzőkönyv                 |
| --- | ----------- | ------------------------------------------ | ------------------ | --------------------------- |
| | Si Jao      | Kapusok                                    | Irina Gasennyikova | Játékvezető: Mary Anne Gage |
| \| \| 0–1 \| 24:23 – Szmolenceva (Kapusztyina, Homics) \| \| \| 0–2 \| 36:02 – Szergina (Burina, Permjakova) (PP) \| \| Csin (Szun) – 37:38 \| 1–2 \| \| |             |                                            |                    | Játékvezető: Mary Anne Gage |
| 4 perc | Büntetések  | 12 perc                                    |                    | Játékvezető: Mary Anne Gage |
| 22 | Lövések     | 39                                         |                    | Játékvezető: Mary Anne Gage |
| | 0–1         | 24:23 – Szmolenceva (Kapusztyina, Homics)  |                    | Játékvezető: Mary Anne Gage |
| | 0–2         | 36:02 – Szergina (Burina, Permjakova) (PP) |                    | Játékvezető: Mary Anne Gage |
| Csin (Szun) – 37:38 | 1–2         |                                            |                    | Játékvezető: Mary Anne Gage |

Az 5–8. helyért
| 2010. február 20. 14:30 | Svájc (SUI) | 6–0 (2–0, 2–0, 2–0) | Kína (CHN) | UBC Winter Sports Centre, Vancouver Nézőszám: 5454 |

| Jegyzőkönyv | Jegyzőkönyv        | Jegyzőkönyv | Jegyzőkönyv                               | Jegyzőkönyv                |
| --- | ------------------ | ----------- | ----------------------------------------- | -------------------------- |
| | Florence Schelling | Kapusok     | Si Jao (le 07:53) Csia Tan-tan (be 07:53) | Játékvezető: Leah Wrazidlo |
| \| Lehmann (S. Marty) – 07:02 \| 1–0 \| \| \| S. Marty – 07:53 \| 2–0 \| \| \| Nussbaum (J. Marty, Lehmann) (PP) – 37:12 \| 3–0 \| \| \| S. Marty (Lehmann, Leimgruber) – 39:44 \| 4–0 \| \| \| S. Marty (Lehmann, Meier) – 54:54 \| 5–0 \| \| \| S. Marty (Leimgruber, Benz) – 58:48 \| 6–0 \| \| |                    |             |                                           | Játékvezető: Leah Wrazidlo |
| 16 perc | Büntetések         | 6 perc      |                                           | Játékvezető: Leah Wrazidlo |
| 49 | Lövések            | 21          |                                           | Játékvezető: Leah Wrazidlo |
| Lehmann (S. Marty) – 07:02 | 1–0                |             |                                           | Játékvezető: Leah Wrazidlo |
| S. Marty – 07:53 | 2–0                |             |                                           | Játékvezető: Leah Wrazidlo |
| Nussbaum (J. Marty, Lehmann) (PP) – 37:12 | 3–0                |             |                                           | Játékvezető: Leah Wrazidlo |
| S. Marty (Lehmann, Leimgruber) – 39:44 | 4–0                |             |                                           |                            |
| S. Marty (Lehmann, Meier) – 54:54 | 5–0                |             |                                           |                            |
| S. Marty (Leimgruber, Benz) – 58:48 | 6–0                |             |                                           |                            |

A 7. helyért
| 2010. február 22. 14:00 | Kína (CHN) | 3–1 (0–1, 1–0, 2–0) | Szlovákia (SVK) | UBC Winter Sports Centre, Vancouver Nézőszám: 5284 |

| Jegyzőkönyv | Jegyzőkönyv | Jegyzőkönyv                             | Jegyzőkönyv      | Jegyzőkönyv              |
| --- | ----------- | --------------------------------------- | ---------------- | ------------------------ |
| | Si Jao      | Kapusok                                 | Zuzana Tomčíková | Játékvezető: Joy Tottman |
| \| \| 0–1 \| 10:37 – Pravlíková (Jurčová, Veličková) \| \| Vang L. (Jü, Csiang) – 37:15 \| 1–1 \| \| \| Szun (Csang S., Csin) – 45:04 \| 2–1 \| \| \| Vang L. (Csang P.) – 51:44 \| 3–1 \| \| |             |                                         |                  | Játékvezető: Joy Tottman |
| 4 perc | Büntetések  | 6 perc                                  |                  | Játékvezető: Joy Tottman |
| 32 | Lövések     | 21                                      |                  | Játékvezető: Joy Tottman |
| | 0–1         | 10:37 – Pravlíková (Jurčová, Veličková) |                  | Játékvezető: Joy Tottman |
| Vang L. (Jü, Csiang) – 37:15 | 1–1         |                                         |                  | Játékvezető: Joy Tottman |
| Szun (Csang S., Csin) – 45:04 | 2–1         |                                         |                  | Játékvezető: Joy Tottman |
| Vang L. (Csang P.) – 51:44 | 3–1         |                                         |                  |                          |

| Csapat     | Helyezés |
| ---------- | -------- |
| Kína (CHN) | 7.       |

## Műkorcsolya
| Versenyző                                       | Versenyszám | Rövid program | Rövid program | Kűr    | Kűr   | Összesítés | Összesítés |
| Versenyző                                       | Versenyszám | Pont          | Hely.         | Pont   | Hely. | Pont       | Helyezés   |
| ----------------------------------------------- | ----------- | ------------- | ------------- | ------ | ----- | ---------- | ---------- |
| Liu Jen (Liu Yan)                               | Női egyéni  | 51,74         | 19.           | 91,73  | 18.   | 143,47     | 19.        |
| Sen Hszüe (Shen Xue) Csao Hung-po (Zhao Hongbo) | Páros       | 76,66         | 1.            | 139,91 | 2.    | 216,57     |            |
| Pang Csing (Pang Qing) Tung Csien (Tong Jian)   | Páros       | 71,50         | 4.            | 141,81 | 1.    | 213,31     |            |
| Csang Tan (Zhang Dan) Csang Hao (Zhang Hao)     | Páros       | 71,28         | 5.            | 123,06 | 4.    | 194,34     | 5.         |

| Versenyző                                                | Versenyszám | Kötelező tánc | Kötelező tánc | Eredeti (original) tánc | Eredeti (original) tánc | Kűr   | Kűr   | Összesítés | Összesítés |
| Versenyző                                                | Versenyszám | Pont          | Hely.         | Pont                    | Hely.                   | Pont  | Hely. | Pont       | Helyezés   |
| -------------------------------------------------------- | ----------- | ------------- | ------------- | ----------------------- | ----------------------- | ----- | ----- | ---------- | ---------- |
| Huang Hszin-tung (Huang Xintong) Cseng Hszün (Zheng Xun) | Jégtánc     | 29,22         | 19.           | 45,03                   | 20.                     | 71,27 | 20.   | 145,52     | 19.        |

## Rövidpályás gyorskorcsolya
Férfi
| Versenyző | Versenyszám  | Előfutam | Előfutam | Negyeddöntő | Negyeddöntő | Elődöntő | Elődöntő | B döntő  | B döntő | Döntő    | Döntő   | Helyezés |
| Versenyző | Versenyszám  | Idő      | Hely.    | Idő         | Hely.       | Idő      | Hely.    | Idő      | Hely.   | Idő      | Hely.   | Helyezés |
| --- | ------------ | -------- | -------- | ----------- | ----------- | -------- | -------- | -------- | ------- | -------- | ------- | -------- |
| Han Csia-liang (Han Jialiang)                                                                                     | 500 m        | 41,869   | 1.       | 41,443      | 3.          | kiesett  | kiesett  | kiesett  | kiesett | kiesett  | kiesett | 10.      |
| Han Csia-liang (Han Jialiang)                                                                                     | 1000 m       | 1:26,479 | 1.       | 1:25,856    | 2.          | 1:25,462 | 4.       | 1:32,023 | 1.      |          |         | 6.       |
| Szung Vej-lung (Song Weilong)                                                                                     | 1500 m       | 2:20,095 | 6.       |             |             | kiesett  | kiesett  | kiesett  | kiesett | kiesett  | kiesett | 33.      |
| Liang Ven-hao (Liang Wenhao)                                                                                      | 500 m        | kizárták | kizárták | kiesett     | kiesett     | kiesett  | kiesett  | kiesett  | kiesett | kiesett  | kiesett | kiesett  |
| Liang Ven-hao (Liang Wenhao)                                                                                      | 1000 m       | 1:26,249 | 2.       | 1:25,060    | 3.          | kiesett  | kiesett  | kiesett  | kiesett | kiesett  | kiesett | 10.      |
| Liang Ven-hao (Liang Wenhao)                                                                                      | 1500 m       | 2:16,152 | 1.       |             |             | 2:15,453 | 2.       |          |         | 2:48,192 | 6.      | 6.       |
| Liu Hszien-vej (Liu Xianwei)                                                                                      | 1500 m       | 2:14,354 | 3.       |             |             | 2:14,500 | 5.       | kiesett  | kiesett | kiesett  | kiesett | 15.      |
| Ma Jün-feng (Ma Yunfeng)                                                                                          | 500 m        | 41,954   | 3.       | kiesett     | kiesett     | kiesett  | kiesett  | kiesett  | kiesett | kiesett  | kiesett | 17.      |
| Ma Jün-feng (Ma Yunfeng)                                                                                          | 1000 m       | 1:25,814 | 4.       | kiesett     | kiesett     | kiesett  | kiesett  | kiesett  | kiesett | kiesett  | kiesett | 25.      |
| Han Csia-liang (Han Jialiang) Liu Hszien-vej (Liu Xianwei) Ma Jün-feng (Ma Yunfeng) Szung Vej-lung (Song Weilong) | 5000 m váltó |          |          |             |             | 6:43,601 | 1.       |          |         | 6:44,630 | 4.      | 4.       |

Női
| Versenyző                                                                                   | Versenyszám  | Előfutam | Előfutam | Negyeddöntő | Negyeddöntő | Elődöntő | Elődöntő | B döntő  | B döntő | Döntő    | Döntő    | Helyezés |
| Versenyző                                                                                   | Versenyszám  | Idő      | Hely.    | Idő         | Hely.       | Idő      | Hely.    | Idő      | Hely.   | Idő      | Hely.    | Helyezés |
| ------------------------------------------------------------------------------------------- | ------------ | -------- | -------- | ----------- | ----------- | -------- | -------- | -------- | ------- | -------- | -------- | -------- |
| Szun Lin-lin (Sun Linlin)                                                                   | 1000 m       | 1:30,629 | 2.       | 1:30,589    | 3.          | kiesett  | kiesett  | kiesett  | kiesett | kiesett  | kiesett  | 10.      |
| Szun Lin-lin (Sun Linlin)                                                                   | 1500 m       | 2:24,031 | 1.       |             |             | 2:24,777 | 3.       | 2:42,960 | 2.      |          |          | 10.      |
| Vang Meng (Wang Meng)                                                                       | 500 m        | 43,926   | 1.       | 43,284      | 1.          | 42,985   | 1.       |          |         | 43,048   | 1.       |          |
| Vang Meng (Wang Meng)                                                                       | 1000 m       | 1:30,958 | 1.       | 1:32,267    | 1.          | 1:30,573 | 2.       |          |         | 1:29,213 | 1.       |          |
| Vang Meng (Wang Meng)                                                                       | 1500 m       | 2:29,199 | 1.       |             |             | kizárták | kizárták | kiesett  | kiesett | kiesett  | kiesett  | 18.      |
| Csao Nan-nan (Zhao Nannan)                                                                  | 500 m        | 1:02,132 | 4.       | kiesett     | kiesett     | kiesett  | kiesett  | kiesett  | kiesett | kiesett  | kiesett  | 30.      |
| Csou Jang (Zhou Yang)                                                                       | 500 m        | 44,115   | 1.       | 44,106      | 1.          | 43,992   | 3.       | 44,725   | 1.      |          |          | 5.       |
| Csou Jang (Zhou Yang)                                                                       | 1000 m       | 1:30,781 | 1.       | 1:29,849    | 1.          | 1:29,049 | 1.       |          |         | kizárták | kizárták | 8.       |
| Csou Jang (Zhou Yang)                                                                       | 1500 m       | 2:24,246 | 2.       |             |             | 2:21,049 | 2.       |          |         | 2:16,993 | 1.       |          |
| Szun Lin-lin (Sun Linlin) Vang Meng (Wang Meng) Csang Huj (Zhang Hui) Csou Jang (Zhou Yang) | 3000 m váltó |          |          |             |             | 4:08,797 | 1.       |          |         | 4:06,610 | 1.       |          |

## Síakrobatika
Ugrás
| Versenyző                       | Versenyszám | Selejtező | Selejtező | Döntő   | Döntő    |
| Versenyző                       | Versenyszám | Pont      | Helyezés  | Pont    | Helyezés |
| ------------------------------- | ----------- | --------- | --------- | ------- | -------- |
| Csi Kuang-pu (Qi Guangpu)       | Férfi       | 230,28    | 10.       | 234,85  | 7.       |
| Han Hsziao-peng (Han Xiaopeng)  | Férfi       | 192,52    | 21.       | kiesett | kiesett  |
| Liu Csung-csing (Liu Zhongqing) | Férfi       | 229,67    | 11.       | 242,53  |          |
| Csia Cung-jang (Jia Zongyang)   | Férfi       | 242,52    | 1.        | 237,57  | 6.       |
| Hszü Meng-tao (Xu Mengtao)      | Női         | 168,55    | 8.        | 191,61  | 6.       |
| Li Ni-na (Li Nina)              | Női         | 192,10    | 2.        | 207,23  |          |
| Cseng Suang (Cheng Shuang)      | Női         | 180,91    | 4.        | 187,87  | 7.       |
| Kuo Hszin-hszin (Guo Xinxin)    | Női         | 189,16    | 3.        | 205,22  |          |

## Sífutás
Férfi
| Versenyző                                               | Versenyszám  | Selejtező | Selejtező | Negyeddöntő | Negyeddöntő | Elődöntő | Elődöntő | Döntő   | Döntő    |
| Versenyző                                               | Versenyszám  | Idő       | Hely.     | Idő         | Hely.       | Idő      | Hely.    | Idő     | Helyezés |
| ------------------------------------------------------- | ------------ | --------- | --------- | ----------- | ----------- | -------- | -------- | ------- | -------- |
| Hszü Ven-lung (Xu Wenlong)                              | 15 km        |           |           |             |             |          |          | 37:39,5 | 68.      |
| Szun Csing-haj (Sun Qinghai)                            | Sprint       | 3:38,52   | 12.       | 3:43,1      | 5.          | kiesett  | kiesett  | kiesett | 21.      |
| Szun Csing-haj (Sun Qinghai) Hszü Ven-lung (Xu Wenlong) | Csapatsprint | 19:43,6   | 10.       |             |             |          |          | kiesett | 19.      |

Női
| Versenyző                                           | Versenyszám  | Selejtező | Selejtező | Negyeddöntő | Negyeddöntő | Elődöntő | Elődöntő | Döntő     | Döntő    |
| Versenyző                                           | Versenyszám  | Idő       | Hely.     | Idő         | Hely.       | Idő      | Hely.    | Idő       | Helyezés |
| --------------------------------------------------- | ------------ | --------- | --------- | ----------- | ----------- | -------- | -------- | --------- | -------- |
| Li Hung-hszüe (Li Hongxue)                          | 10 km        |           |           |             |             |          |          | 27:05,7   | 35.      |
| Li Hung-hszüe (Li Hongxue)                          | 15 km        |           |           |             |             |          |          | 43:24,3   | 36.      |
| Li Hung-hszüe (Li Hongxue)                          | 30 km        |           |           |             |             |          |          | 1:37:50,4 | 31.      |
| Li Hszin (Li Xin)                                   | 10 km        |           |           |             |             |          |          | 29:38,5   | 64.      |
| Man Tan-tan (Man Dandan)                            | Sprint       | 4:08,55   | 51.       | kiesett     | kiesett     | kiesett  | kiesett  | kiesett   | 51.      |
| Man Tan-tan (Man Dandan) Li Hung-hszüe (Li Hongxue) | Csapatsprint | 20:02,7   | 9.        |             |             |          |          | kiesett   | 16.      |

## Snowboard
Halfpipe
| Versenyző                    | Versenyszám | Selejtező  | Selejtező  | Selejtező | Elődöntő   | Elődöntő   | Elődöntő | Döntő      | Döntő      | Helyezés |
| Versenyző                    | Versenyszám | 1. forduló | 2. forduló | Hely.     | 1. forduló | 2. forduló | Hely.    | 1. forduló | 2. forduló | Helyezés |
| ---------------------------- | ----------- | ---------- | ---------- | --------- | ---------- | ---------- | -------- | ---------- | ---------- | -------- |
| Si Van-cseng (Shi Wancheng)  | Férfi       | 15,8       | 18,0       | 19.       | kiesett    | kiesett    | kiesett  | kiesett    | kiesett    | 35.      |
| Ceng Hsziao-je (Zeng Xiaoye) | Férfi       | 14,0       | 32,8       | 5.        | 32,9       | 16,2       | 10.      | kiesett    | kiesett    | 16.      |
| Caj Hszüe-tung (Cai Xuetong) | Női         | 14,1       | 19,3       | 23.       | kiesett    | kiesett    | kiesett  | kiesett    | kiesett    | 23.      |
| Liu Csia-jü (Liu Jiayu)      | Női         | 26,3       | 33,3       | 12.       | 41,1       | 36,2       | 2.       | 39,3       | 34,9       | 4.       |
| Szun Cse-feng (Sun Zhifeng)  | Női         | 38,2       | 39,9       | 6. D      |            |            |          | 29,8       | 33,0       | 7.       |